# János Scitovszky

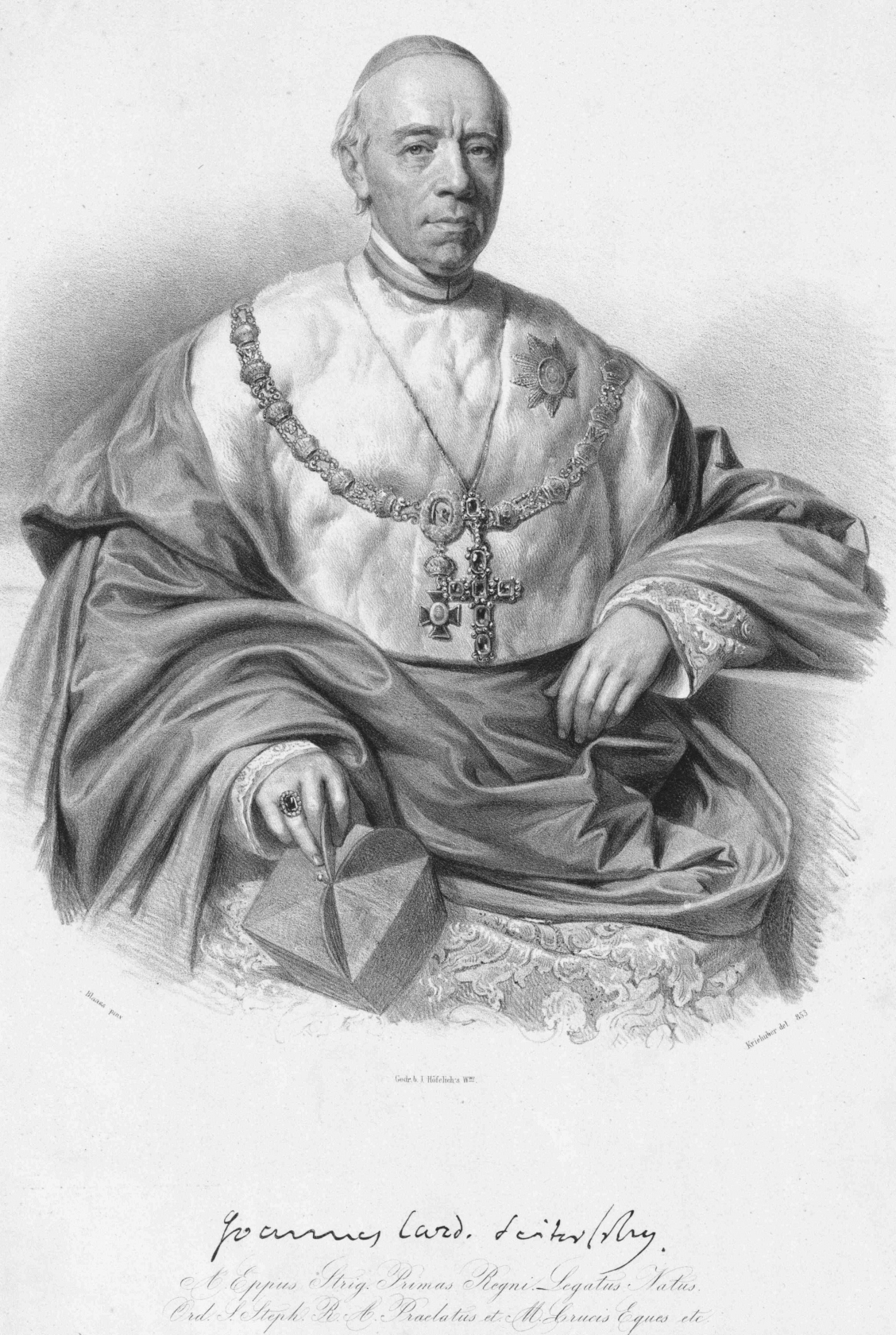
János Scitovszky de Nagy-Ker, Lithographie von Josef Kriehuber nach einem Gemälde von Karl von Blaas

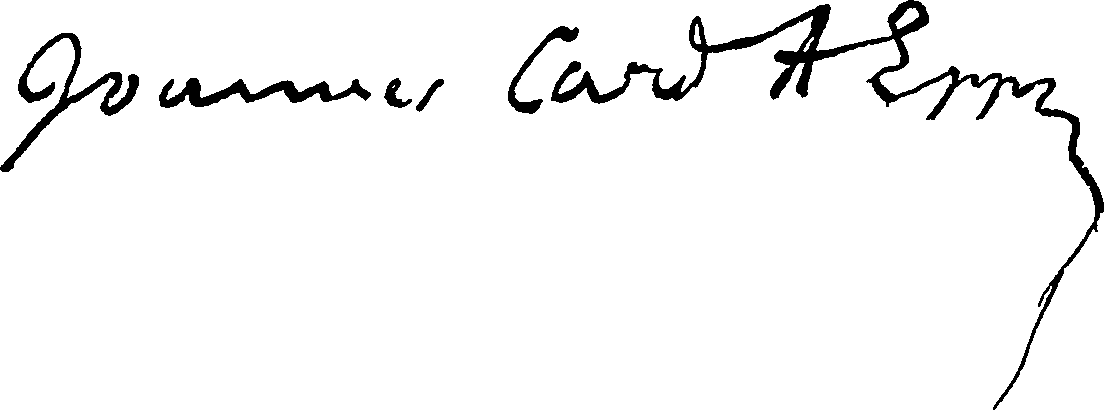
Signatur

János Scitovszky von Nagykér (slowakisch Ján (Krstiteľ) Scitovský, * 1. November 1785 in Béla im Königreich Ungarn (heute Slowakei); † 19. Oktober 1866 in Esztergom) war ein ungarischer Kardinal der römisch-katholischen Kirche und Erzbischof von Gran.

## Leben
Nach dem Besuch des Gymnasiums in Rozsnyó (dt. Rosenau) studierte er Theologie und promovierte 1818. Bereits am 5. November 1809 wurde er zum Priester geweiht. Am 21. Januar 1828 wurde er zum Bischof von Rozsnyó bestellt und am 25. März 1828 konsekriert. Am 18. Februar 1839 Bischof von Pécs (dt. Fünfkirchen). Am 28. September 1849 wurde er zum Erzbischof von Gran bestellt.
Er unterstützte zuerst die slowakische Nationalbewegung, wurde aber 1849 von der ungarischen Regierung als „Verräter“ tituliert und wendete sich danach gegen diese Bewegung.
Er ist der Erbauer der Basilika von Esztergom. Das Amt des Apostolischen Administrators in Pécs nahm  er bis zur Wahl seines Nachfolgers György Girk am 6. Januar 1852 wahr. Am 7. März 1853 wurde János Scitovszky von Papst Pius IX. zum Kardinal mit der Titelkirche Santa Croce in Gerusalemme erhoben. 1859 feierte er sein 50. Priesterjubiläum. Hierzu erschien seinerzeit die hier abgebildete Medaille.
Er hinterließ ein beträchtliches Vermögen (600.000 Gulden), das zum Teil zu wohltätigen Zwecken verwendet wurde.

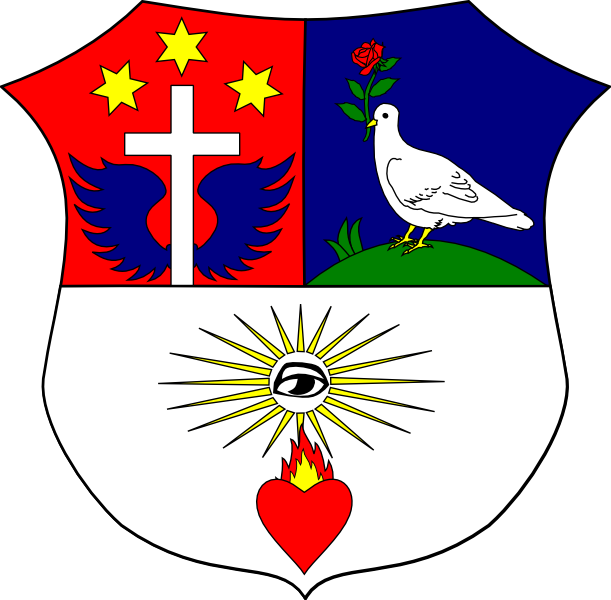
Wappenschild von János Scitovszky
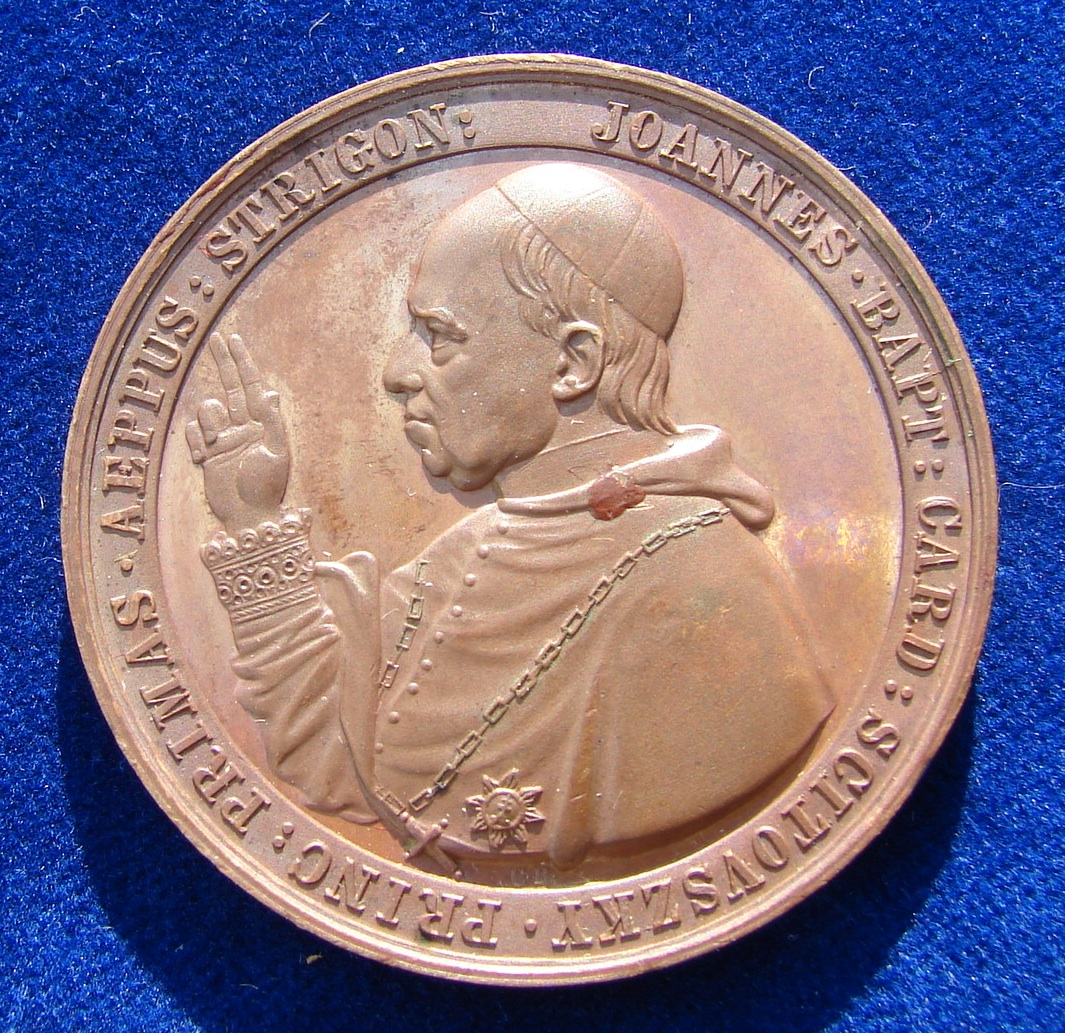
Vorderseite der Medaille zum 50. Priesterjubiläum 1859
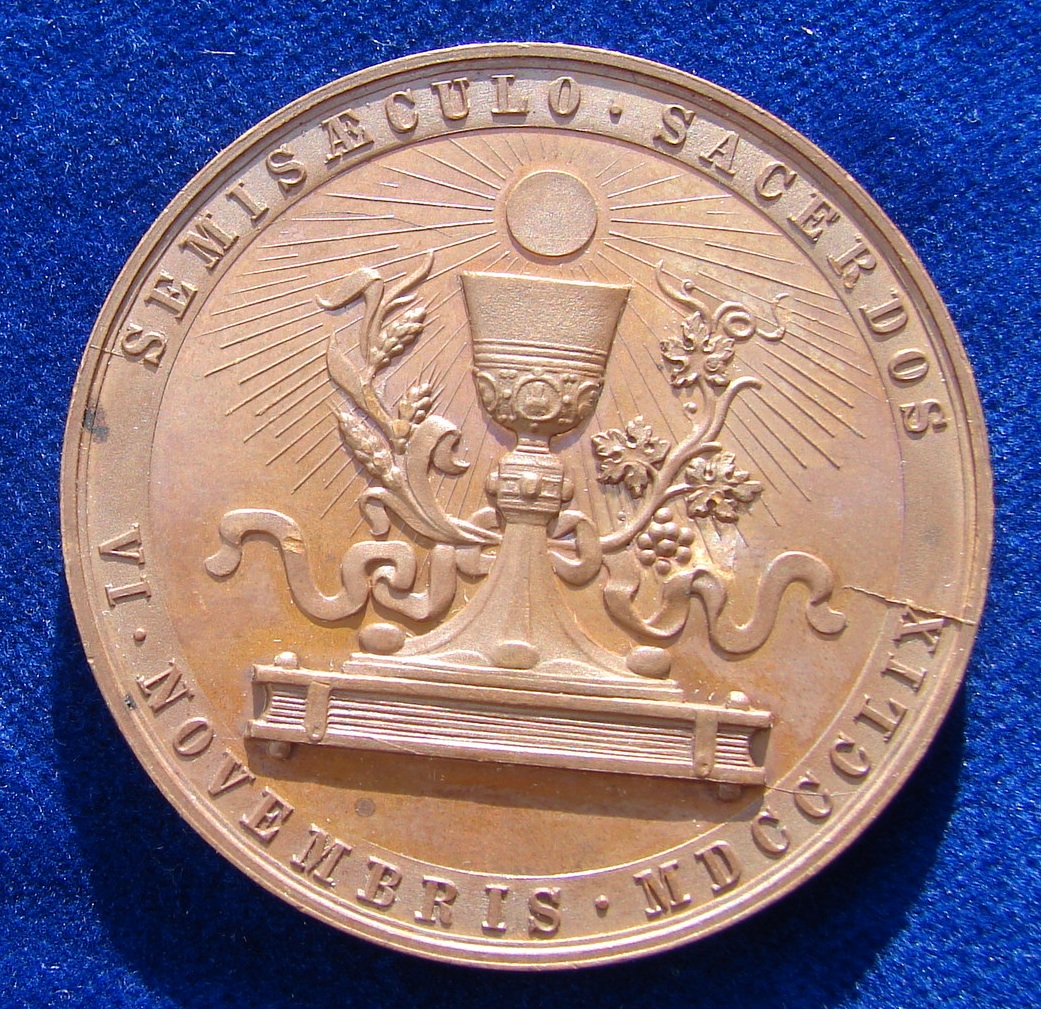
Rückseite der Medaille zum 50. Priesterjubiläum 1859
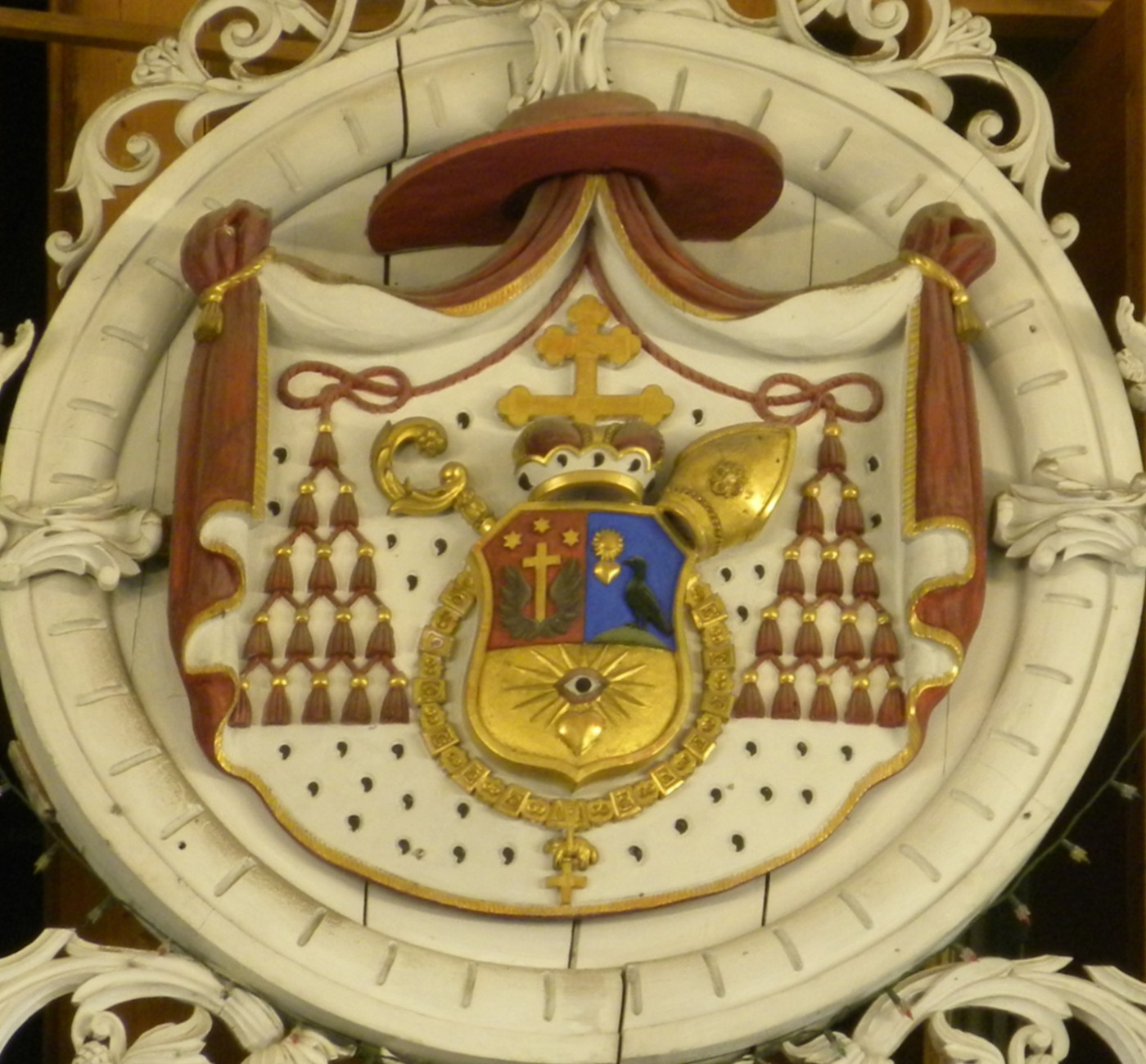
Kardinalswappen